# Аэропорт Кневичи (станция)
Аэропорт Кневичи — тупиковая пассажирская железнодорожная станция Владивостокского региона Дальневосточной железной дороги на линии Артём — Аэропорт Кневичи в городе Артём Приморского края. Расположена на полностью крытой эстакаде. Здание вокзала напрямую связано с Международным аэропортом Владивостока, пройти на станцию можно только через здание аэропорта.

## Аэроэкспресс
20 июля 2012 года началось движение электропоездов «Аэроэкспресс» от станции Владивосток и обратно. Поезда делают следующие остановки: Первая Речка, Моргородок, Вторая Речка, Угольная и Артём. В 2023 году стоимость проезда до Владивостока — 300 руб., электрички ходят четыре раза в день.